# Фельдгун, Георгий Гарьевич
Георгий Гарьевич Фельдгун (10 февраля 1922, Таллинн — 19 декабря 2006, Новосибирск) — советский и российский скрипач, композитор, педагог, доктор искусствоведения (1995), профессор кафедры струнно-смычковых инструментов. Ученик знаменитого профессора П. С. Столярского.

## Биография
Родился 10 февраля 1922 года в Таллинне, где с шестилетнего возраста обучался скрипичной игре у профессора Паульсена.
С 1933 учился в Одессе у профессора П. С. Столярского.
В 1941 году окончил Одесскую музыкальную школу им. П. С. Столярского, месяц спустя вступил в Красную Армию добровольцем. Участвовал в боях на Юго-Западном фронте, в обороне Сталинграда.
В 1958 году окончил Ташкентскую консерваторию с отличием (класс профессора М. Б. Рейсона), одноврнменно работал солистом квартета Ташкентской филармонии. В годы завершения учёбы в консерватории стал лауреатом республиканского конкурса.
В 1960 году переехал в Сибирь и начал преподавать в Новосибирском музыкальном училище.
В 1970—1980-х годах публиковал в газете «Вечерний Новосибирск» материалы о музыкальной жизни города.
В Ленинграде в 1981 году Фельдгун защитил кандидатскую диссертацию («Воспитание скрипача как исполнителя современной музыки»), некоторые материалы этой работы получили широкий резонанс в России и в других странах.
В 1995 году в Московской консерватории искусствовед защитил докторскую диссертацию («История западноевропейского квартета от истоков до начала XX века»).
Похоронен на Гусинобродском кладбище Новосибирска (квартал ВОВ (0)).

## Деятельность
С 1962 года его работа была связана с Новосибирской государственной консерваторией имени М. И. Глинки, здесь Фельдгун смог полноценно реализовать художественные, научные и педагогические стороны своего таланта. Как руководитель классов скрипки и струнного квартета внёс существенный вклад в развитие новосибирской скрипичной школы. Фельдгун подходил творчески и нестандартно к преподавательской деятельности, воспитав свыше 100 учеников музыкальной школы и консерватории, в числе которых солисты филармоний, лауреаты исполнительских конкурсов, педагоги высших и средних музыкальных образовательных учреждений (выпускники: В. Копылов, Г. Холдояниди, А. Варутина, Н. Гирунян и др.).
Он был не только блестящим исполнителем и педагогом, но и прекрасным лектором, читавшим на протяжении многих лет курс «История смычкового искусства». Также читал лекции в Чехословакии (Университет имени Масарика, Академия изящных искусств имени Яначека) и Германии (Высшая школа музвки Гейдельберга — Мангейма).
Некоторое время вёл активную деятельность по развитию зарубежных связей Новосибирской консерватории.
Его авторству принадлежат восемь монографий, а также ряд учебных пособий и научных статей, некоторые из которых созданы на английском, немецком и чешском языках.

## Музыкальные произведения
В числе композиторских опусов профессора — Квартет (Е), пять пьес для фортепиано и скрипки (из них две были опубликованы в издательстве «Советский композитор» в 1969 году), две увертюры для камерного оркестра, 12 детских пьес, созданных для двух скрипок, 13 этюдов для скрипки на сложное интонирование.

## Основные труды
- Из моравских впечатлений // Музыкальная жизнь, 1973. № 9;

- Изучение звуковысотной организации современной музыки — необходимый элемент воспитания скрипача-педагога // Тезисы научно-теоретической конференции по проблемам воспитания и обучения педагога-музыканта. Тбилисси, 1980;

- Воспитание скрипача как исполнителя современной музыки: Диссертация на соискание учёной степени кандидата искусствоведения. Л., 1981;

- История зарубежного скрипичного искусства (от истоков до конца XVII века). Новосибирск, 1983;

- Чешские народно-жанровые элементы в квартетах венских классиков // Чешская музыка как национальное и европейское явление. Новосибирск, 1987;

- Воспитание юных скрипачей в Новосибирске и концепция лицея // Музыкальный лицей: задачи, проблемы, перспективы. Новосибирск, 1989;

- Чешский квартет в процессе развития европейской музыки (XVII—XVIII вв.) / Министерство культуры России; НГК имени М. И. Глинки. Новосибирск, 1993;

- Венская скрипичная школа и творчество Бетховена // Вопросы музыкознания. Новосибирск, 1999;

- История западноевропейского квартета (от истоков до начала XIX века): Учебное пособие по курсу «История смычкового искусства» / НГК имени М. И. Глинки. Новосибирск, 2000.

## Награды
Был награждён орденом Отечественной войны, а также девятью боевыми медалями. За достижения в общественной деятельности и области музыкального искусства удостоен «Почётного знака» в серебре (Германия) и медали Л. Яначека (Чехославакия).